# 장융화
장융화(중국어 정체자: 章永華, 병음: Zhāng Yônghúa, 한자음: 장영화, Chang Yung-hua, 1948년 9월 23일~)는 대만의 배우이다.

## 방송
- 대만전기
- 신대만기안
- 미려인생
- 목담화개